# Pingalla gilberti
Pingalla gilberti és una espècie de peix pertanyent a la família dels terapòntids.

## Descripció
- Pot arribar a fer 10,5 cm de llargària màxima.[5][6]

## Alimentació
Es nodreix principalment d'algues.

## Hàbitat
És un peix d'aigua dolça, bentopelàgic i de clima tropical (16°S-17°S).

## Distribució geogràfica
És un endemisme d'Austràlia: els rius Gilbert, Norman i Flinders.

## Observacions
És inofensiu per als humans.